# Ambrogio (film)
Ambrogio è un film italiano del 1992, diretto da Wilma Labate.

## Trama
Siamo nel 1960: Coppi muore, Berruti vince i cento metri alle olimpiadi di Roma e Anna Ambrogi, ormai diplomata capitano, si aggira per il porto di Lisbona, simbolica frontiera tra la terraferma e l'avvenire, tra l'Europa e i sogni, all'inutile ricerca di un imbarco. Con le gonne o con il berretto fregiato da comandante, di donne a bordo non se ne parla.